# Trimurti

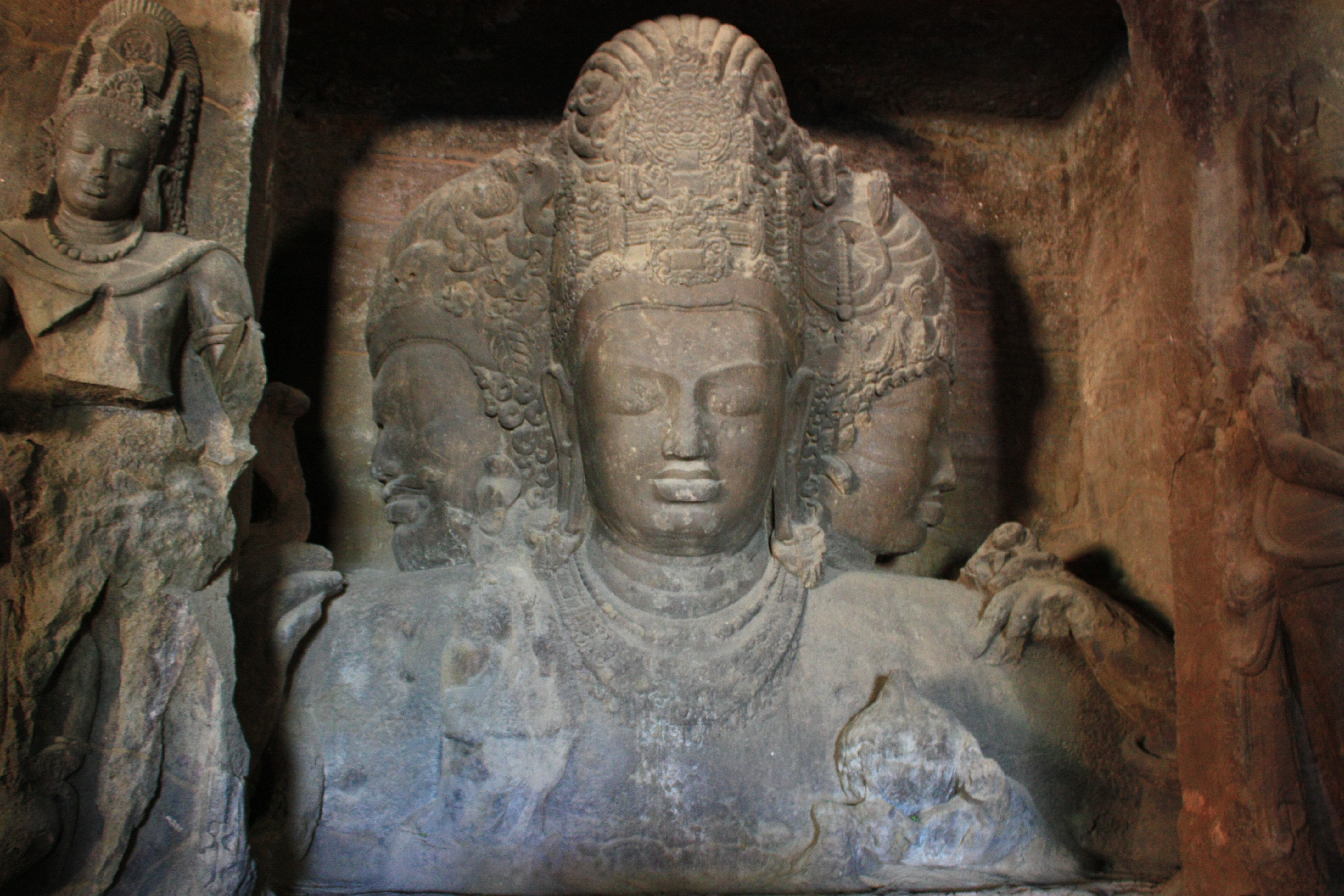
Trimurti na wyspie Elefanta

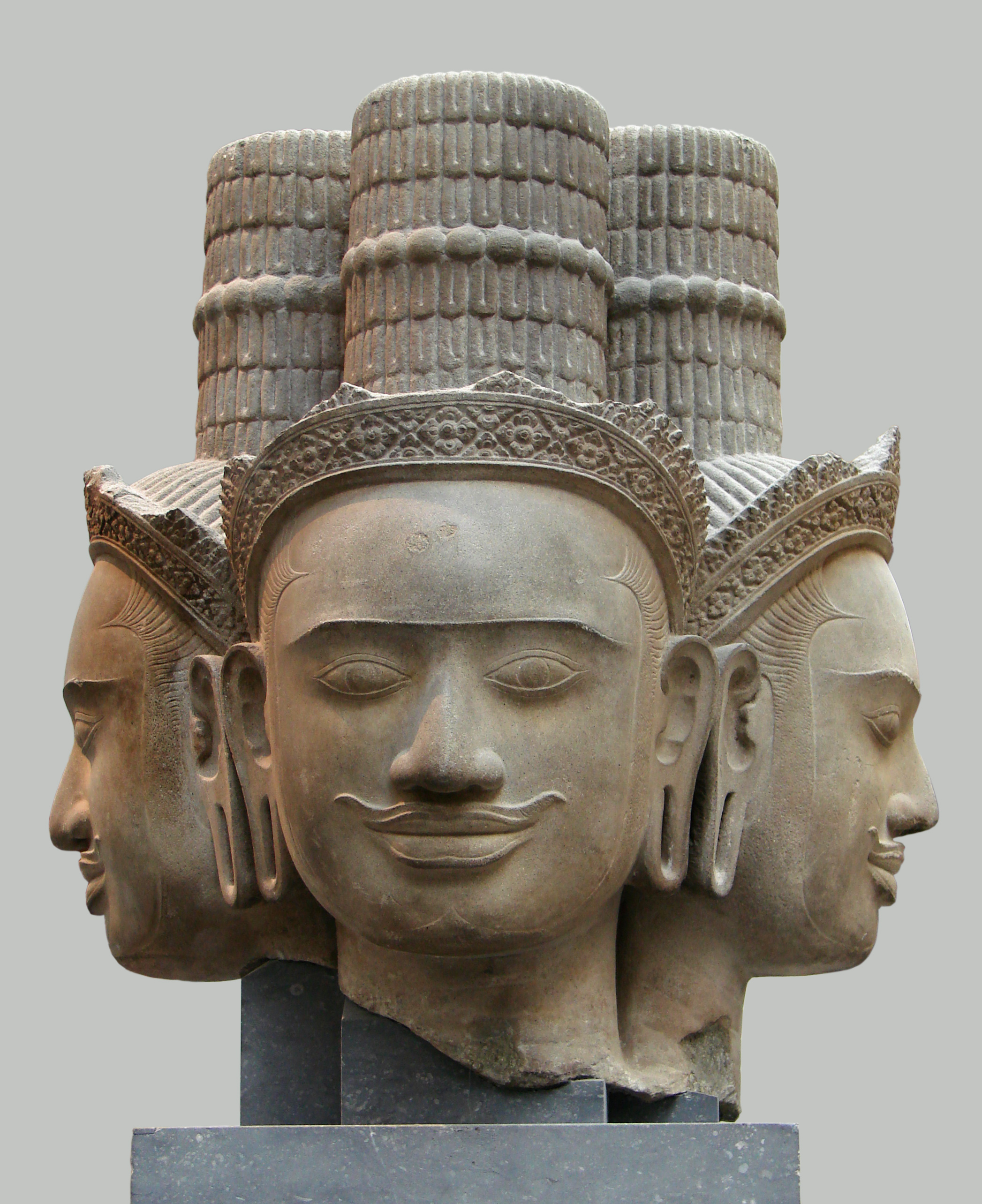
Brahma o czterech twarzach, rzeźba z piaskowca w stylu Bakheng, pochodzi z Phnom Bok, Kambodża; obecnie znajduje się w Muzeum Guimet w Paryżu

Trimurti (dewanagari त्रिमूर्ति, także: Trójca hinduistyczna) – w hinduizmie wyobrażenie trzech aspektów boga w formach Brahmy, Wisznu i Śiwy. Każda z postaci ma określoną rolę do spełnienia w cyklu życia wszechświata: Brahma go stwarza, Wisznu utrzymuje, a Śiwa unicestwia.
Trimurti w formie bóstwa przedstawiane jest jako postać ludzka z trzema twarzami. Według wyznawców Trimurti trzy aspekty bóstwa są różnymi objawieniami jednego Boga.

## Galeria

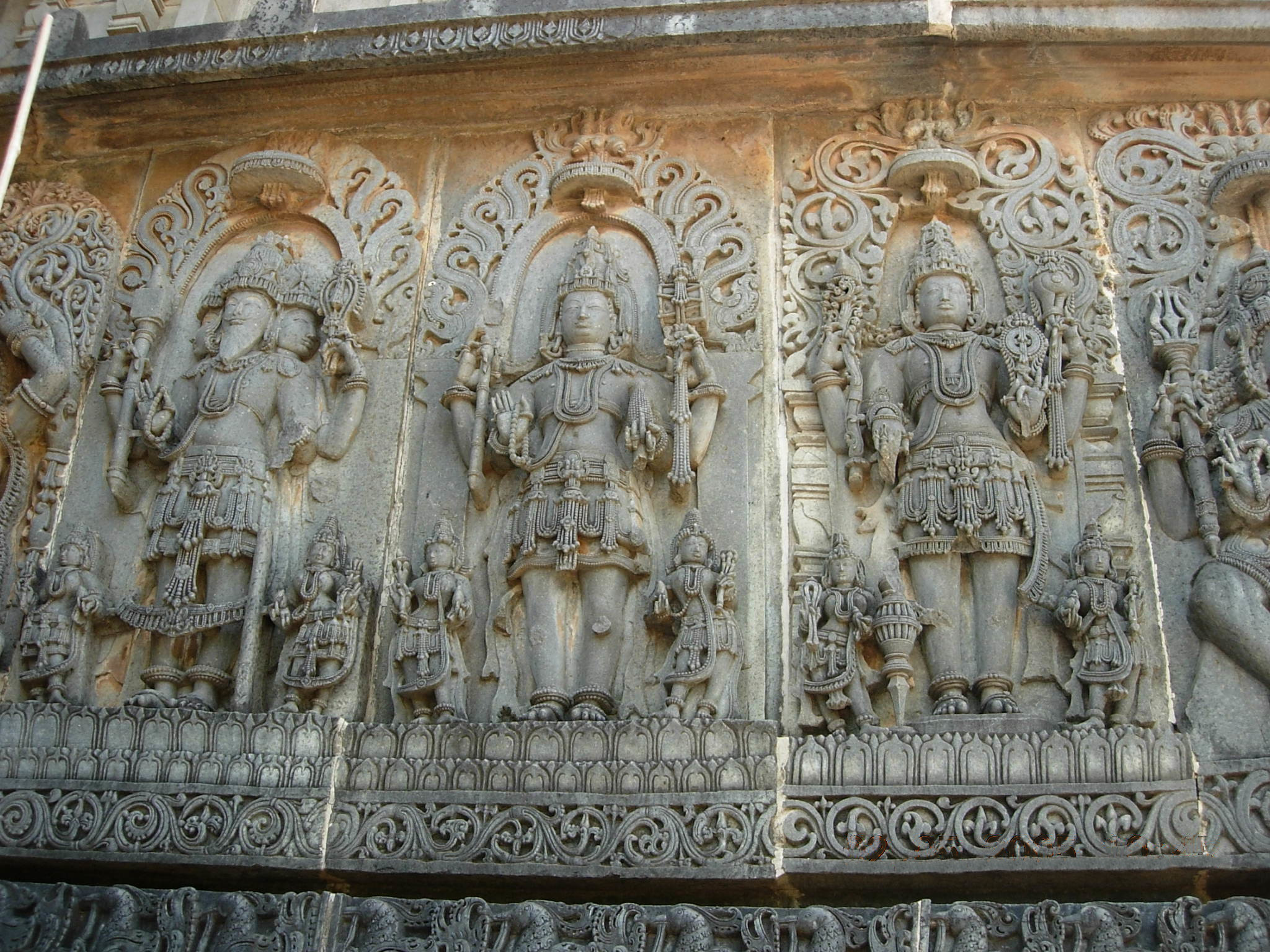
Przedstawienie Trimurti na ścianie hinduskiej świątyni Hojsaleśwar w Halebidu, Karnataka
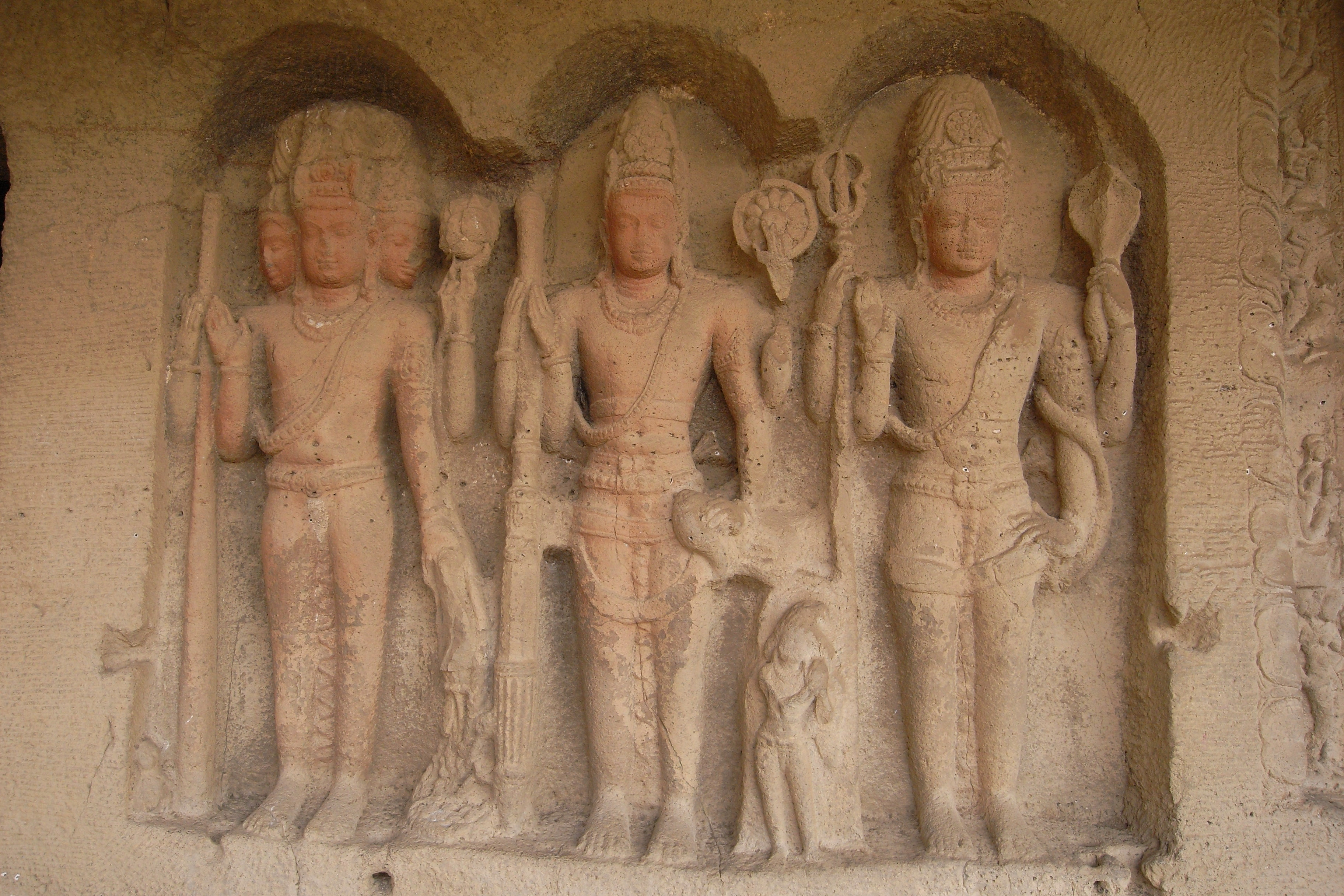
Trimurti z jaskiń Elura, od lewej do prawej: Brahma, Wisznu, Śiwa
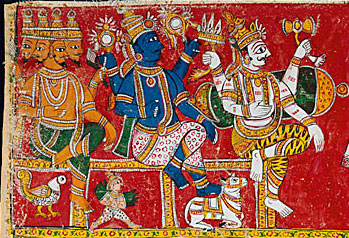
Trimurti – akwarela na płótnie z hinduskiej świątyni w Andhra Pradesh (lata 1850–1900) – Brahma, Wisznu, Mahesz (Śiwa)